# Дорога, соединяющая СВХ и МКАД
Соединение СВХ и МКАД будет осуществлено благодаря продлению существующего 2-го Иртышского проезда от СВХ до Черницынского проезда и соединения с Уральской улицей, которая в свою очередь имеет выход на Курганскую улицу с развязкой со МКАД на территории ВАО, Москва. Ранее прорабатывался вариант продления Вербной улицы до улицы Курганская, но между ними присутствует участок лесопосадок, принадлежащих особо охраняемой территории федерального значения - национальному парку Лосиный остров, изменение границ которого является сложной административно-правовой задачей.

## История

### Общественное обсуждение
Общественное обсуждение — на проекте «Активный гражданин»; оповещение состоялось 24 сентября 2021 года.
Общественные обсуждения по проекту планировки территории линейного объекта участка улично-дорожной сети – соединение Северо-Восточной хорды и улицы Курганская с дальнейшим выходом на МКАД (далее – проект) проводятся в порядке, определенном Градостроительным кодексом Российской Федерации, Законом города Москвы от 25 июня 2008 г. № 28 «Градостроительный кодекс города Москвы» и Порядком организации и проведения общественных обсуждений при осуществлении градостроительной деятельности в городе Москве, утвержденным постановлением Правительства Москвы от 30 апреля 2019 г. № 448-ПП.
Организатором общественных обсуждений является Городская комиссия по вопросам градостроительства, землепользования и застройки при Правительстве Москвы.
Общественные обсуждения по проекту проводятся в границах территории районов Гольяново, Северное Измайлово, Богородское, Измайлово, Метрогородок, Преображенское.

### Освещение в СМИ
Информация об одобрении проекта строительства дороги для соединения Северо-Восточной хорды (СВХ) и улицы Курганская была оглашена в СМИ 27 сентября 2021 года пресс-службой Москомстройинвеста.